# Ljubav i moda
Ljubav i moda debitantski je studijski album splitskog pop i rock sastava Đavoli, kojeg 1986. godine objavljuje diskografska kuća Jugoton.

## O albumu
Album je dobio ime po jednom domaćem filmu iz 1960. godine, kojeg je režirao Ljubomir Radičević.
Materijal sadrži čitavi niz uspješnica koje su osvojile publiku poput "Pričaj mi o ljubavi", "Điri, điri", "Bila krila galeba", "Bala, bala", "Nebo vraća osmijehe", "Zvuci ulice", "Dok tebe ljubim", "Čuvaj me, pazi me", "Ona nikog nema", "Samba i ti". Produkciju je radio Ivan Stančić, autor glazbe je Neno Belan, dok je tekstove napisao Robert Čaleta.

## Popis pjesama

### A strana
1. "Pričaj mi o ljubavi"	(4:30)
2. "Điri điri" (3:20)
3. "Nebo vraća osmijehe"	(3:30)
4. "Čuvaj me, pazi me" (2:50)
5. "Bala-bala" (3:00)

### B strana
1. "Zvuci ulice"	(2:50)
2. "Ona nikog nema" (2:40)
3. "Dok tebe ljubim" (4:10)
4. "Bila krila galeba" (1:35)
5. "Samba i ti"	(3:25)
6. "Flipper Soul" (2:25)

## Izvođači
- Neno Belan - vokal, gitara
- Dragiša Mandić - bas-gitara, prateći vokali
- Zlatko Volarević - klavijature, prateći vokali
- Igor Kmetić - saksofon, prateći vokali
- Dean Radovniković - bubnjevi, prateći vokali

### Produkcija
- producent - Ivan Stančić
- glazba - Neno Belan
- snimatelj - Miljenko Grasso
- tekst - Robert Čaleta
- dizajn - Igor Kordej
- miks - Dragan Čačinović
- fotografija - V. Bašić

Album je sniman tijekom mjeseca veljače i ožujka u studiu "JFS", a miksan je
u studiu "SIM" 1986. godine.

## Vanjske poveznice
- Discogs - Recenzija albuma